# Turneul de tenis de la Monte Carlo
Turneul de tenis de la Monte Carlo, de asemenea cunoscut ca Monte-Carlo Masters  este un turneu anual de tenis masculin care are loc la Roquebrune-Cap-Martin, Franța, o comună învecinată cu Monaco. Evenimentul face parte din ATP World Tour Masters 1000 în Association of Tennis Professionals (ATP) Tour. Turneul se joacă pe terenuri de zgură și este ținut în fiecare an în perioada lunilor aprilie-mai.

## Istoric
Turneul a fost fondat în 1897, iar prima ediție din era deschisă a avut loc în sezonul 1969. Locul de desfășurare include 21 de terenuri de zgură, dintre care 13 sunt iluminate. Capacitatea terenului central Rainier III este de 10.500 de spectatori. Terenul a fost numit după Prințul de Monaco Rainier al III-lea care iubea tenisul. Sora sa mai mare, Prințesa Antoinette de Monaco, a devenit președinte al clubului în 1972, conducerea fiind preluată în 2008 de fiica sa, Elisabeth-Anna de Massy, care este și președintele Federației de Tenis din Monaco.  După decesul acesteia, în iunie 2020, președinția clubului și a federației a trecut la fiica sa, Melanie-Antoinette de Massy. A devenit o tradiție ca membrii din dinastia Grimaldi, care conduce Monaco, să prezinte trofeele câștigătorilor.
În perioada 1970-1972 și 1978-1989, a fost un turneu important în circuitul Grand Prix, Grand Prix Super Series fiind cea mai înaltă categorie. Pentru 1973, a devenit parte a circuitului Rothmans Spring Mediterranean Circuit. Între 1974-1977, a aparținut apoi circuitului World Championship Tennis. Odată cu formarea circuitului ATP Tour în sezonul 1990, turneul a devenit parte a categoriei Championship Series Single Week a acestuia, care a purtat ulterior diverse denumiri.
Din 2019, Monte Carlo a devenit singurul turneu ATP 1000 care nu obligă jucători să participe. În ciuda acestui fapt, cei mai mulți jucători de top aleg să participe la turneu.
Rafael Nadal a câștigat titlul de opt ori consecutive între 2005 și 2012, devenind astfel singurul jucător care a câștigat opt titluri consecutive la același turneu. În 2017, disputând cea de-a 11-a  finală a sa împotriva lui Albert Ramos Viñolas, a câștigat titlul pentru a zecea oară, un record în era deschisă. Anul următor, Nadal a îmbunătățit acest record la 11 victorii într-o finală împotriva lui Kei Nishikori.
Ediția din 2020 nu a avut loc din cauza pandemiei de Covid-19. Din cauza restricțiilor impuse de coronavirus pe teritoriul francez, ediția din 2021 s-a jucat fără spectatori.

## Rezultate

### Simplu masculin
| An           | Campion                                             | Finalist                                            | Scor                                                |
| ------------ | --------------------------------------------------- | --------------------------------------------------- | --------------------------------------------------- |
| 1897         | Reginald Doherty                                    | Conway W. Blackwood Price                           | 6–2, 6–1, 6–2                                       |
| 1898         | Reginald Doherty (2)                                | Victor Voss                                         | 4–6, 6–3, 6–3, 4–0 (ret.)                           |
| 1899         | Reginald Doherty (3)                                | Victor Voss                                         | 6–2 (ret.)                                          |
| 1900         | Laurence Doherty                                    | (s-ar putea să nu se fi jucat)                      | (s-ar putea să nu se fi jucat)                      |
| 1901         | Laurence Doherty (2)                                | Wilberforce Eaves                                   | 6–2, 5–7, 6–1                                       |
| 1902         | Reginald Doherty (4)                                | George Hillyard                                     | 6–1, 6–4, 6–3                                       |
| 1903         | Reginald Doherty (5)                                | Frank Riseley                                       | 6–1, 14–16 (ret.)                                   |
| 1904         | Reginald Doherty (6)                                | Josiah Ritchie                                      | 6–1, 7–5, 3–6, 7–5                                  |
| 1905         | Laurence Doherty (3)                                | Josiah Ritchie                                      | 6–4, 8–6, 6–4                                       |
| 1906         | Laurence Doherty (4)                                | Wilberforce Eaves                                   | 6–3, 11–9                                           |
| 1907         | Josiah Ritchie                                      | Laurence Doherty                                    | 8–6, 7–5, 8–6                                       |
| 1908         | Anthony Wilding                                     | Wilberforce Eaves                                   | 6–3, 2–6, 6–3, 4–6, 6–0                             |
| 1909         | Fred Alexander                                      | Laurence Doherty                                    | 7–5, 6–4, 6–1                                       |
| 1910         | Max Decugis                                         | Josiah Ritchie                                      | 6–3, 6–0, 6–0                                       |
| 1911         | Anthony Wilding (2)                                 | Max Decugis                                         | 5–7, 1–6, 6–3, 6–0, 6–1                             |
| 1912         | Anthony Wilding (3)                                 | C. Moore                                            | 6–3, 6–0, 6–0                                       |
| 1913         | Anthony Wilding (4)                                 | Félix Poulin                                        | 6–0, 6–2, 6–1                                       |
| 1914         | Anthony Wilding (5)                                 | Gordon Lowe                                         | 6–2, 6–3, 6–2                                       |
| 1915         | Anulat din cauza Primului Război Mondial)           | Anulat din cauza Primului Război Mondial)           | Anulat din cauza Primului Război Mondial)           |
| 1916         | Anulat din cauza Primului Război Mondial)           | Anulat din cauza Primului Război Mondial)           | Anulat din cauza Primului Război Mondial)           |
| 1917         | Anulat din cauza Primului Război Mondial)           | Anulat din cauza Primului Război Mondial)           | Anulat din cauza Primului Război Mondial)           |
| 1918         | Anulat din cauza Primului Război Mondial)           | Anulat din cauza Primului Război Mondial)           | Anulat din cauza Primului Război Mondial)           |
| 1919         | Nicolae Mișu                                        | Max Decugis                                         | 6–2, 6–0                                            |
| 1920         | Gordon Lowe                                         | Josiah Ritchie                                      | 7–5, 6–2                                            |
| 1921         | Gordon Lowe (2)                                     | Algernon Kingscote                                  | 6–1, 0–6, 6–4, 6–2                                  |
| 1922         | Giovanni Balbi di Robecco                           | Alain Gerbault                                      | 6–1, 6–4, 6–3                                       |
| 1923         | Gordon Lowe (3)                                     | Leighton Crawford                                   | 6–2, 6–4, 6–4                                       |
| 1924         | Leighton Crawford                                   | Leonce Aslangul                                     | 6–4, 3–6, 6–2                                       |
| 1926         | Béla von Kehrling                                   | Charles Kingsley                                    | 6–4, 6–1, 6–3                                       |
| 1927         | Béla von Kehrling (2)                               | Erik Worm                                           | (vict. fără opoziție)                               |
| 1928         | Henri Cochet                                        | Béla von Kehrling                                   | 3–6, 2–6, 6–3, 6–3, 6–2                             |
| 1929         | Henri Cochet (2)                                    | Umberto De Morpurgo                                 | 8–6, 6–4, 6–4                                       |
| 1930         | William Tilden                                      | Henry Austin                                        | 6–4, 6–4, 6–1                                       |
| 1931         | Henri Cochet (3)                                    | George Lyttleton-Rogers                             | 7–5, 6–2, 6–4                                       |
| 1932         | Roderich Menzel                                     | George Lyttleton-Rogers                             | 6–4, 7–5, 6–2                                       |
| 1933         | Henry Austin                                        | George Lyttleton-Rogers                             | 11–9, 6–3, 7–5                                      |
| 1934         | Henry Austin (2)                                    | Giorgio de Stefani                                  | 6–1, 8–6, 6–4                                       |
| 1935         | Giovanni Palmieri                                   | Henry Austin                                        | 6–1, 6–1, 7–5                                       |
| 1936         | Gottfried von Cramm                                 | Henner Henkel                                       | 4–6, 4–6, 7–5, 6–4, 7–5                             |
| 1937         | Gottfried von Cramm (2)                             | Christian Boussus                                   | 6–2, 3–6, 6–2, 2–6, 6–2                             |
| 1938         | Franjo Punčec                                       | Christian Boussus                                   | 6–0, 6–1, 6–1                                       |
| 1939         | Pierre Pellizza                                     | Yvon Petra                                          | 6–8, 6–3, 6–4, 6–2                                  |
| 1940         | Anulat din cauza celui de-Al Doilea Război Mondial) | Anulat din cauza celui de-Al Doilea Război Mondial) | Anulat din cauza celui de-Al Doilea Război Mondial) |
| 1941         | Anulat din cauza celui de-Al Doilea Război Mondial) | Anulat din cauza celui de-Al Doilea Război Mondial) | Anulat din cauza celui de-Al Doilea Război Mondial) |
| 1942         | Anulat din cauza celui de-Al Doilea Război Mondial) | Anulat din cauza celui de-Al Doilea Război Mondial) | Anulat din cauza celui de-Al Doilea Război Mondial) |
| 1943         | Anulat din cauza celui de-Al Doilea Război Mondial) | Anulat din cauza celui de-Al Doilea Război Mondial) | Anulat din cauza celui de-Al Doilea Război Mondial) |
| 1944         | Anulat din cauza celui de-Al Doilea Război Mondial) | Anulat din cauza celui de-Al Doilea Război Mondial) | Anulat din cauza celui de-Al Doilea Război Mondial) |
| 1945         | Anulat din cauza celui de-Al Doilea Război Mondial) | Anulat din cauza celui de-Al Doilea Război Mondial) | Anulat din cauza celui de-Al Doilea Război Mondial) |
| 1946         | Pierre Pellizza (2)                                 | Yvon Petra                                          | 6–3, 6–2, 4–6, 6–3                                  |
| 1947         | Lennart Bergelin                                    | Budge Patty                                         | 6–3, 6–8, 1–6, 6–2, 8–6                             |
| 1948         | József Asbóth                                       | Giovanni Cucelli                                    | 6–3, 6–2, 5–7, 6–2                                  |
| 1949         | Frank Parker                                        | Giovanni Cucelli                                    | 2–6, 6–3, 6–0, 6–4                                  |
| 1950         | Jaroslav Drobný                                     | William Talbert                                     | 6–4, 6–4, 6–1                                       |
| 1951         | Straight Clark                                      | Fred Kovaleski                                      | 1–6, 6–4, 6–4, 1–6, 10–8                            |
| 1952         | Frank Sedgman                                       | Jaroslav Drobný                                     | 7–5, 6–2, 5–7, 6–1                                  |
| 1953         | Władysław Skonecki                                  | Jaroslav Drobný                                     | 6–3, 6–4, 11–9                                      |
| 1954         | Lorne Main                                          | Tony Vincent                                        | 9–7, 3–6, 7–5, 6–4                                  |
| 1955         | Władysław Skonecki (2)                              | Budge Patty                                         | 6–4, 6–2, 8–6                                       |
| 1956         | Hugh Stewart                                        | Tony Vincent                                        | 1–6, 8–6, 6–0, 6–2                                  |
| 1957         | Jacques Brichant                                    | Paul Remy                                           | 3–6, 5–5 (ret.)                                     |
| 1958         | Robert Haillet                                      | Jaroslav Drobný                                     | 6–4, 6–4, 6–3                                       |
| 1959         | Robert Haillet (2)                                  | Budge Patty                                         | 9–7, 6–3, 4–6, 6–3                                  |
| 1960         | Andrés Gimeno                                       | Mike Davies                                         | 8–6, 6–3, 6–4                                       |
| 1961         | Nicola Pietrangeli                                  | Pierre Darmon                                       | 6–4, 1–6, 6–3, 6–3                                  |
| 1962         | Pierre Darmon                                       | Boro Jovanović                                      | 6–2, 6–1, 6–3                                       |
| 1963         | Pierre Darmon (2)                                   | Jan-Erik Lundqvist                                  | 6–2, 2–6, 6–1, 5–7, 6–4                             |
| 1964         | Martin Mulligan                                     | Jan-Erik Lundqvist                                  | 6–4, 6–4                                            |
| 1965         | István Gulyás                                       | Jiří Javorský                                       | 6–3, 7–9, 8–6, 6–4                                  |
| 1966         | Manuel Santana                                      | Nicola Pietrangeli                                  | 8–6, 4–6, 6–4, 6–1                                  |
| 1967         | Nicola Pietrangeli (2)                              | Martin Mulligan                                     | 6–3, 3–6, 6–3, 6–1                                  |
| 1968         | Nicola Pietrangeli (3)                              | Alexander Metreveli                                 | 6–2, 6–2                                            |
| ↓ Open Era ↓ |                                                     |                                                     |                                                     |
| 1969         | Tom Okker                                           | John Newcombe                                       | 8–10, 6–1, 7–5, 6–3                                 |
| 1970         | Željko Franulović                                   | Manuel Orantes                                      | 6–4, 6–3, 6–3                                       |
| 1971         | Ilie Năstase                                        | Tom Okker                                           | 3–6, 8–6, 6–1, 6–1                                  |
| 1972         | Ilie Năstase (2)                                    | František Pála                                      | 6–1, 6–0, 6–3                                       |
| 1973         | Ilie Năstase (3)                                    | Björn Borg                                          | 6–4, 6–1, 6–2                                       |
| 1974         | Andrew Pattison                                     | Ilie Năstase                                        | 5–7, 6–3, 6–4                                       |
| 1975         | Manuel Orantes                                      | Bob Hewitt                                          | 6–2, 6–4                                            |
| 1976         | Guillermo Vilas                                     | Wojciech Fibak                                      | 6–1, 6–1, 6–4                                       |
| 1977         | Björn Borg                                          | Corrado Barazzutti                                  | 6–3, 7–5, 6–0                                       |
| 1978         | Raúl Ramírez                                        | Tomáš Šmíd                                          | 6–3, 6–3, 6–4                                       |
| 1979         | Björn Borg (2)                                      | Vitas Gerulaitis                                    | 6–2, 6–1, 6–3                                       |
| 1980         | Björn Borg (3)                                      | Guillermo Vilas                                     | 6–1, 6–0, 6–2                                       |
| 1981         | (Fără câștigător)                                   | Jimmy Connors Guillermo Vilas                       | 5–5 (abandon din cauza ploii)                       |
| 1982         | Guillermo Vilas (2)                                 | Ivan Lendl                                          | 6–1, 7–6, 6–3                                       |
| 1983         | Mats Wilander                                       | Mel Purcell                                         | 6–1, 6–2, 6–3                                       |
| 1984         | Henrik Sundström                                    | Mats Wilander                                       | 6–3, 7–5, 6–2                                       |
| 1985         | Ivan Lendl                                          | Mats Wilander                                       | 6–1, 6–3, 4–6, 6–4                                  |
| 1986         | Joakim Nyström                                      | Yannick Noah                                        | 6–3, 6–2                                            |
| 1987         | Mats Wilander (2)                                   | Jimmy Arias                                         | 4–6, 7–5, 6–1, 6–3                                  |
| 1988         | Ivan Lendl (2)                                      | Martín Jaite                                        | 5–7, 6–4, 7–5, 6–3                                  |
| 1989         | Alberto Mancini                                     | Boris Becker                                        | 7–5, 2–6, 7–6, 7–5                                  |
| 1990         | Andrei Cesnokov                                     | Thomas Muster                                       | 7–5, 6–3, 6–3                                       |
| 1991         | Sergi Bruguera                                      | Boris Becker                                        | 5–7, 6–4, 7–6(8–6), 7–6(7–4)                        |
| 1992         | Thomas Muster                                       | Aaron Krickstein                                    | 6–3, 6–1, 6–3                                       |
| 1993         | Sergi Bruguera (2)                                  | Cédric Pioline                                      | 7–6(7–2), 6–0                                       |
| 1994         | Andrei Medvedev                                     | Sergi Bruguera                                      | 7–5, 6–1, 6–3                                       |
| 1995         | Thomas Muster (2)                                   | Boris Becker                                        | 4–6, 5–7, 6–1, 7–6(8–6), 6–0                        |
| 1996         | Thomas Muster (3)                                   | Albert Costa                                        | 6–3, 5–7, 4–6, 6–3, 6–2                             |
| 1997         | Marcelo Ríos                                        | Àlex Corretja                                       | 6–4, 6–3, 6–3                                       |
| 1998         | Carlos Moyá                                         | Cédric Pioline                                      | 6–3, 6–0, 7–5                                       |
| 1999         | Gustavo Kuerten                                     | Marcelo Ríos                                        | 6–4, 2–1 (ret.)                                     |
| 2000         | Cédric Pioline                                      | Dominik Hrbatý                                      | 6–4, 7–6(7–3), 7–6(8–6)                             |
| 2001         | Gustavo Kuerten (2)                                 | Hicham Arazi                                        | 6–3, 6–2, 6–4                                       |
| 2002         | Juan Carlos Ferrero                                 | Carlos Moyá                                         | 7–5, 6–3, 6–4                                       |
| 2003         | Juan Carlos Ferrero (2)                             | Guillermo Coria                                     | 6–2, 6–2                                            |
| 2004         | Guillermo Coria                                     | Rainer Schüttler                                    | 6–2, 6–1, 6–3                                       |
| 2005         | Rafael Nadal                                        | Guillermo Coria                                     | 6–3, 6–1, 0–6, 7–5                                  |
| 2006         | Rafael Nadal (2)                                    | Roger Federer                                       | 6–2, 6–7(2–7), 6–3, 7–6(7–5)                        |
| 2007         | Rafael Nadal (3)                                    | Roger Federer                                       | 6–4, 6–4                                            |
| 2008         | Rafael Nadal (4)                                    | Roger Federer                                       | 7–5, 7–5                                            |
| 2009         | Rafael Nadal (5)                                    | Novak Đoković                                       | 6–3, 2–6, 6–1                                       |
| 2010         | Rafael Nadal (6)                                    | Fernando Verdasco                                   | 6–0, 6–1                                            |
| 2011         | Rafael Nadal (7)                                    | David Ferrer                                        | 6–4, 7–5                                            |
| 2012         | Rafael Nadal (8)                                    | Novak Đoković                                       | 6–3, 6–1                                            |
| 2013         | Novak Đoković                                       | Rafael Nadal                                        | 6–2, 7–6(7–1)                                       |
| 2014         | Stan Wawrinka                                       | Roger Federer                                       | 4–6, 7–6(7–5), 6–2                                  |
| 2015         | Novak Đoković (2)                                   | Tomáš Berdych                                       | 7–5, 4–6, 6–3                                       |
| 2016         | Rafael Nadal (9)                                    | Gaël Monfils                                        | 7–5, 5–7, 6–0                                       |
| 2017         | Rafael Nadal (10)                                   | Albert Ramos Viñolas                                | 6–1, 6–3                                            |
| 2018         | Rafael Nadal (11)                                   | Kei Nishikori                                       | 6–3, 6–2                                            |
| 2019         | Fabio Fognini                                       | Dušan Lajović                                       | 6−3, 6−4                                            |
| 2020         | Anulat din cauza pandemiei de Covid-19              | Anulat din cauza pandemiei de Covid-19              | Anulat din cauza pandemiei de Covid-19              |
| 2021         | Stefanos Tsitsipas                                  | Andrei Rubliov                                      | 6−3, 6−3                                            |
| 2022         | Stefanos Tsitsipas (2)                              | Alejandro Davidovici Fokina                         | 6−3, 7–6(7–3)                                       |
| 2023         | Andrei Rubliov                                      | Holger Rune                                         | 5–7, 6–2, 7–5                                       |
| 2024         | Stefanos Tsitsipas (3)                              | Casper Ruud                                         | 6−1, 6–4                                            |
| 2025         | Carlos Alcaraz                                      | Lorenzo Musetti                                     | 3–6, 6–1, 6–0                                       |

### Dublu masculin
Din 1968:
| An   | Campion                                | Finalist                               | Scor                                   |
| ---- | -------------------------------------- | -------------------------------------- | -------------------------------------- |
| 1968 | Serghei Lihacev Alex Metreveli         | Patrice Beust Daniel Contet            | 5–7, 9–7, 6–4, 5–7, 7–5                |
| 1969 | Owen Davidson John Newcombe            | Pancho Gonzales Dennis Ralston         | 7–5, 11–13, 6–2, 6–1                   |
| 1970 | Marty Riessen Roger Taylor             | Pierre Barthès Nikola Pilić            | 6–3, 6–4, 6–2                          |
| 1971 | Ilie Năstase Ion Țiriac                | Tom Okker Roger Taylor                 | 1–6, 6–3, 6–3, 8–6                     |
| 1972 | Patrice Beust Daniel Contet            | Jiří Hřebec František Pala             | 3–6, 6–1, 12–10, 6–2                   |
| 1973 | Juan Gisbert, Sr. Ilie Năstase         | Georges Goven Patrick Proisy           | 6–2, 6–2, 6–2                          |
| 1974 | John Alexander Phil Dent               | Manuel Orantes Tony Roche              | 7–6(7–5), 4–6, 7–6(7–5), 6–3           |
| 1975 | Bob Hewitt Frew McMillan               | Arthur Ashe Tom Okker                  | 6–3, 6–2                               |
| 1976 | Wojciech Fibak Karl Meiler             | Björn Borg Guillermo Vilas             | 7–6(7–5), 6–1                          |
| 1977 | François Jauffret Jan Kodeš            | Wojciech Fibak Tom Okker               | 2–6, 6–3, 6–2                          |
| 1978 | Peter Fleming Tomáš Šmíd               | Jaime Fillol Ilie Năstase              | 6–4, 7–5                               |
| 1979 | Ilie Năstase Raúl Ramírez              | Víctor Pecci Balázs Taróczy            | 6–3, 6–4                               |
| 1980 | Paolo Bertolucci Adriano Panatta       | Vitas Gerulaitis John McEnroe          | 6–2, 5–7, 6–3                          |
| 1981 | Heinz Günthardt Balázs Taróczy         | Pavel Složil Tomáš Šmíd                | 6–3, 6–3                               |
| 1982 | Peter McNamara Paul McNamee            | Mark Edmondson Sherwood Stewart        | 6–7, 7–6, 6–3                          |
| 1983 | Heinz Günthardt Balázs Taróczy (2)     | Henri Leconte Yannick Noah             | 6–2, 6–4                               |
| 1984 | Mark Edmondson Sherwood Stewart        | Jan Gunnarsson Mats Wilander           | 6–2, 6–1                               |
| 1985 | Pavel Složil Tomáš Šmíd                | Shlomo Glickstein Shahar Perkiss       | 6–2, 6–3                               |
| 1986 | Guy Forget Yannick Noah                | Joakim Nyström Mats Wilander           | 6–4, 3–6, 6–4                          |
| 1987 | Hans Gildemeister Andrés Gómez         | Mansour Bahrami Michael Mortensen      | 6–2, 6–4                               |
| 1988 | Sergio Casal Emilio Sánchez            | Henri Leconte Ivan Lendl               | 6–1, 6–3                               |
| 1989 | Tomáš Šmíd Mark Woodforde              | Paolo Canè Diego Nargiso               | 1–6, 6–4, 6–2                          |
| 1990 | Petr Korda Tomáš Šmíd                  | Andrés Gómez Javier Sánchez            | 6–4, 7–6                               |
| 1991 | Luke Jensen Laurie Warder              | Paul Haarhuis Mark Koevermans          | 5–7, 7–6, 6–4                          |
| 1992 | Boris Becker Michael Stich             | Petr Korda Karel Nováček               | 6–4, 6–4                               |
| 1993 | Stefan Edberg Petr Korda               | Paul Haarhuis Mark Koevermans          | 3–6, 6–2, 7–6                          |
| 1994 | Nicklas Kulti Magnus Larsson           | Evgheni Kafelnikov Daniel Vacek        | 3–6, 7–6, 6–4                          |
| 1995 | Jacco Eltingh Paul Haarhuis            | Luis Lobo Javier Sánchez               | 6–3, 6–4                               |
| 1996 | Ellis Ferreira Jan Siemerink           | Jonas Björkman Nicklas Kulti           | 2–6, 6–3, 6–2                          |
| 1997 | Donald Johnson Francisco Montana       | Jacco Eltingh Paul Haarhuis            | 7–6, 2–6, 7–6                          |
| 1998 | Jacco Eltingh Paul Haarhuis            | Todd Woodbridge Mark Woodforde         | 6–4, 6–2                               |
| 1999 | Olivier Delaître Tim Henman            | Jiří Novák David Rikl                  | 6–2, 6–3                               |
| 2000 | Wayne Ferreira Evgheni Kafelnikov      | Paul Haarhuis Sandon Stolle            | 6–3, 2–6, 6–1                          |
| 2001 | Jonas Björkman Todd Woodbridge         | Joshua Eagle Andrew Florent            | 3–6, 6–4, 6–2                          |
| 2002 | Jonas Björkman Todd Woodbridge (2)     | Paul Haarhuis Evgheni Kafelnikov       | 6–3, 3–6, [10–7]                       |
| 2003 | Mahesh Bhupathi Max Mirnîi             | Michaël Llodra Fabrice Santoro         | 6–4, 3–6, 7–6(8–6)                     |
| 2004 | Tim Henman Nenad Zimonjić              | Gastón Etlis Martín Rodríguez          | 7–5, 6–2                               |
| 2005 | Leander Paes Nenad Zimonjić            | Bob Bryan Mike Bryan                   | (neprezentare)                         |
| 2006 | Jonas Björkman Max Mirnîi              | Fabrice Santoro Nenad Zimonjić         | 6–2, 7–6(7–2)                          |
| 2007 | Bob Bryan Mike Bryan                   | Julien Benneteau Richard Gasquet       | 6–2, 6–1                               |
| 2008 | Rafael Nadal Tommy Robredo             | Mahesh Bhupathi Mark Knowles           | 6–3, 6–3                               |
| 2009 | Daniel Nestor Nenad Zimonjić           | Bob Bryan Mike Bryan                   | 6–1, 6–4                               |
| 2010 | Daniel Nestor Nenad Zimonjić (2)       | Mahesh Bhupathi Max Mirnîi             | 6–3, 2–0 (ret.)                        |
| 2011 | Bob Bryan Mike Bryan (2)               | Juan Ignacio Chela Bruno Soares        | 6–3, 6–2                               |
| 2012 | Bob Bryan Mike Bryan (3)               | Max Mirnîi Daniel Nestor               | 6–2, 6–3                               |
| 2013 | Julien Benneteau Nenad Zimonjić        | Bob Bryan Mike Bryan                   | 4–6, 7–6(7–4), [14–12]                 |
| 2014 | Bob Bryan Mike Bryan (4)               | Ivan Dodig Marcelo Melo                | 6–3, 3–6, [10–8]                       |
| 2015 | Bob Bryan Mike Bryan (5)               | Simone Bolelli Fabio Fognini           | 7–6(7–3), 6–1                          |
| 2016 | Pierre-Hugues Herbert Nicolas Mahut    | Jamie Murray Bruno Soares              | 4–6, 6–0, [10–6]                       |
| 2017 | Rohan Bopanna Pablo Cuevas             | Feliciano López Marc López             | 6–3, 3–6, [10–4]                       |
| 2018 | Bob Bryan Mike Bryan (6)               | Oliver Marach Mate Pavić               | 7–6(7–5), 6–3                          |
| 2019 | Nikola Mektić Franko Škugor            | Robin Haase Wesley Koolhof             | 6–7(3–7), 7–6(7–3), [11–9]             |
| 2020 | Anulat din cauza pandemiei de Covid-19 | Anulat din cauza pandemiei de Covid-19 | Anulat din cauza pandemiei de Covid-19 |
| 2021 | Nikola Mektić Mate Pavić               | Dan Evans Neal Skupski                 | 6–3, 4–6, [10–7]                       |
| 2022 | Rajeev Ram Joe Salisbury               | Juan Sebastián Cabal Robert Farah      | 6–4, 3–6, [10–7]                       |
| 2023 | Ivan Dodig Austin Krajicek             | Romain Arneodo Sam Weissborn           | 6–0, 4–6, [14–12]                      |
| 2024 | Sander Gillé Joran Vliegen             | Marcelo Melo Alexander Zverev          | 5–7, 6–3, [10–5]                       |
| 2025 | Romain Arneodo Manuel Guinard          | Julian Cash Lloyd Glasspool            | 1–6, 7–6(10–8), [10–8]                 |

## Recorduri
Sursa: The tennisbase
| Cele mai multe titluri                       | Rafael Nadal                 | 11                            |
| Cele mai multe finale                        | Rafael Nadal                 | 12                            |
| Cele mai multe titluri consecutive           | Rafael Nadal (2005 - 2012)   | 8                             |
| Cele mai multe finale consecutive            | Rafael Nadal (2005 - 2013)   | 9                             |
| Cele mai multe meciuri jucate                | Rafael Nadal                 | 79                            |
| Cele mai multe meciuri câștigate             | Rafael Nadal                 | 73                            |
| Cele mai multe meciuri consecutive câștigate | Rafael Nadal                 | 46                            |
| Cele mai multe ediții jucate                 | Fabrice Santoro Rafael Nadal | 17                            |
| Cel mai bun dintre câștigător %              | Reginald Doherty             | 100%                          |
| Cel mai bun dintre câștigător %              | Pierre Pellizza              | 100%                          |
| Cel mai tânăr campion                        | Mats Wilander                | 18 ani, 7 luni, 7 zile (1983) |
| Cel mai în vârstă campion                    | Gordon Francis Lowe          | 38 ani, 8 luni, 6 zile (1923) |

## Galerie

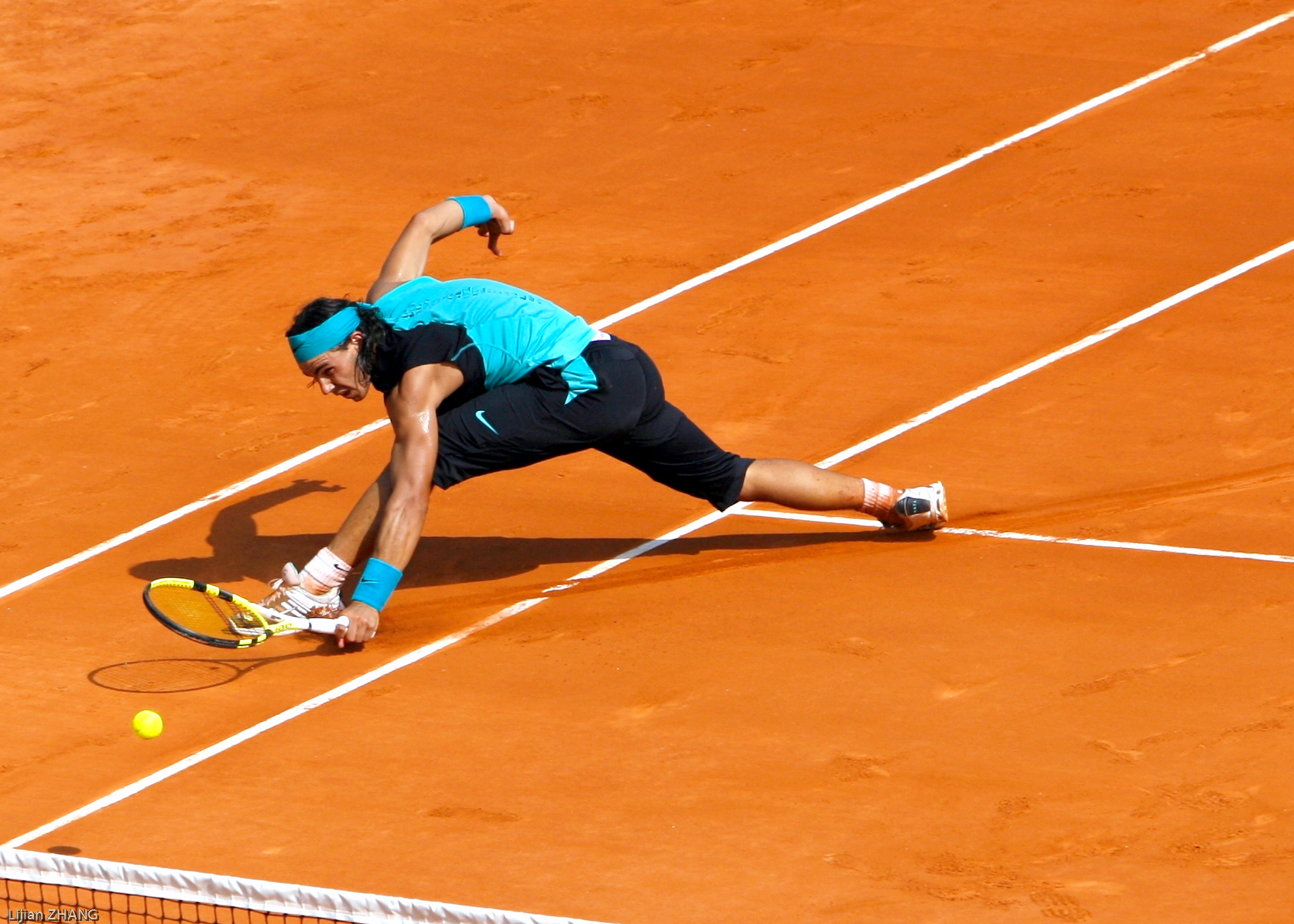
Rafael Nadal, 2007
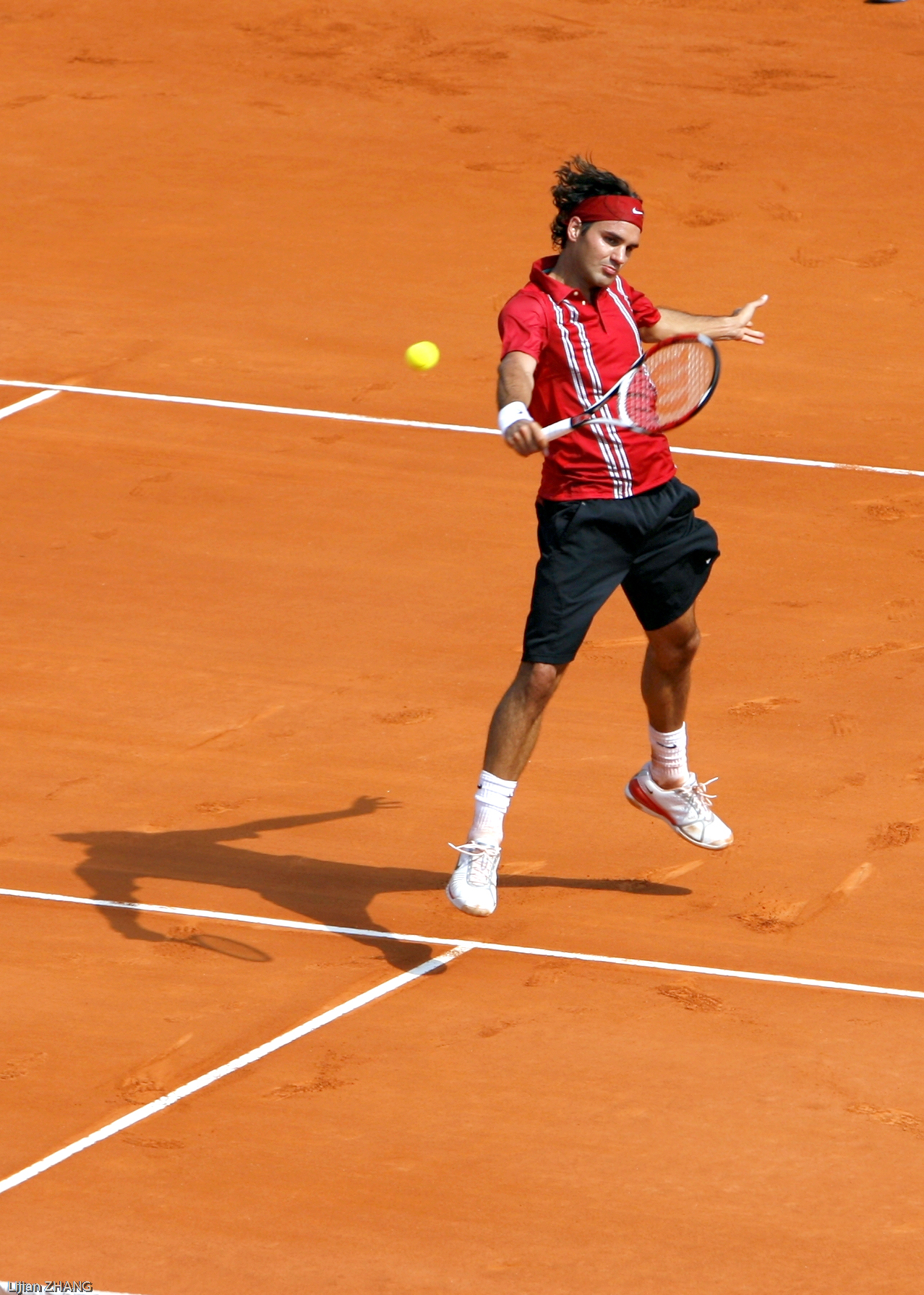
Roger Federer, 2007
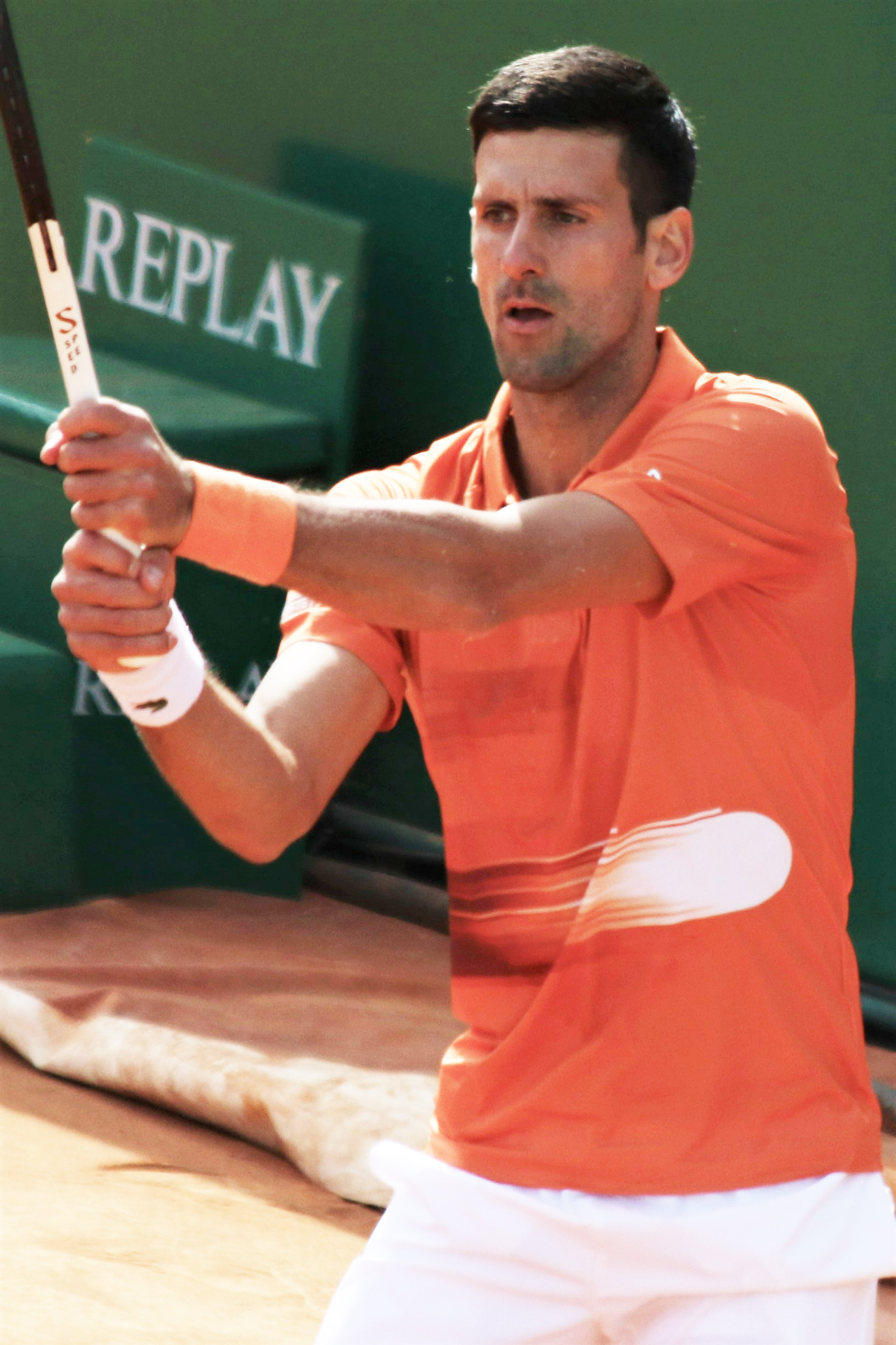
Novak Djoković, 2022
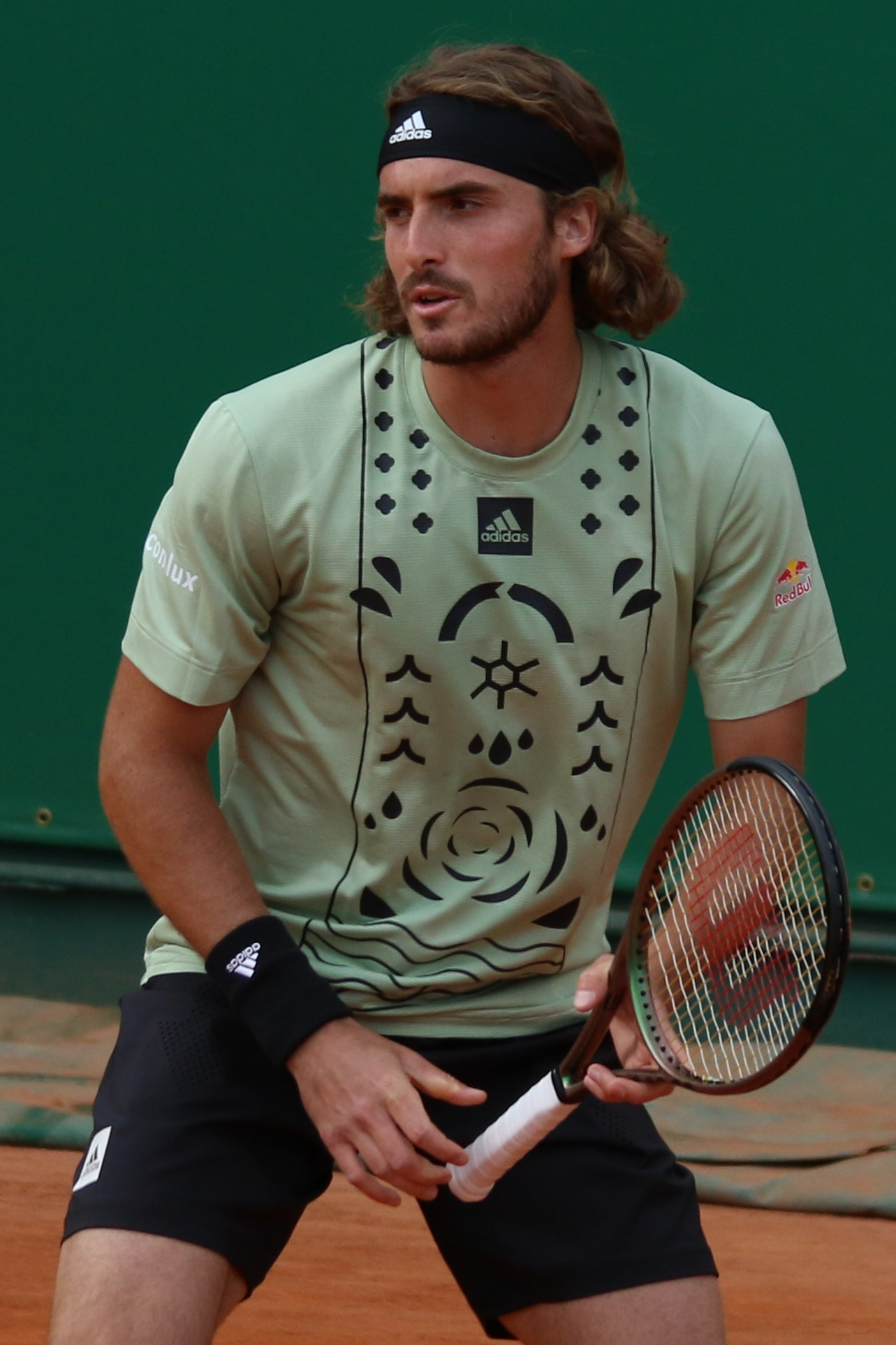
Stefanos Tsitsipas, 2022
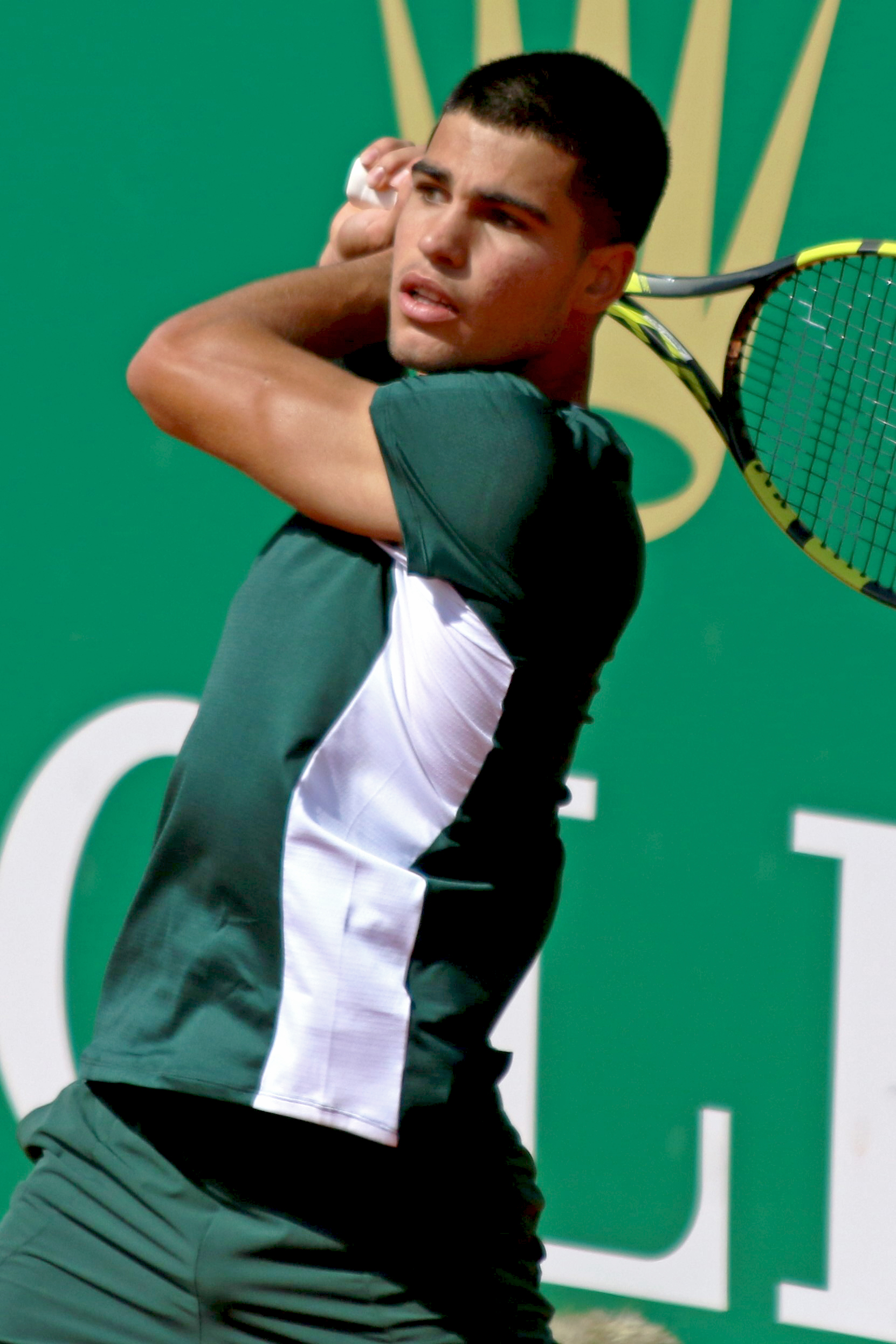
Carlos Alcaraz, 2022
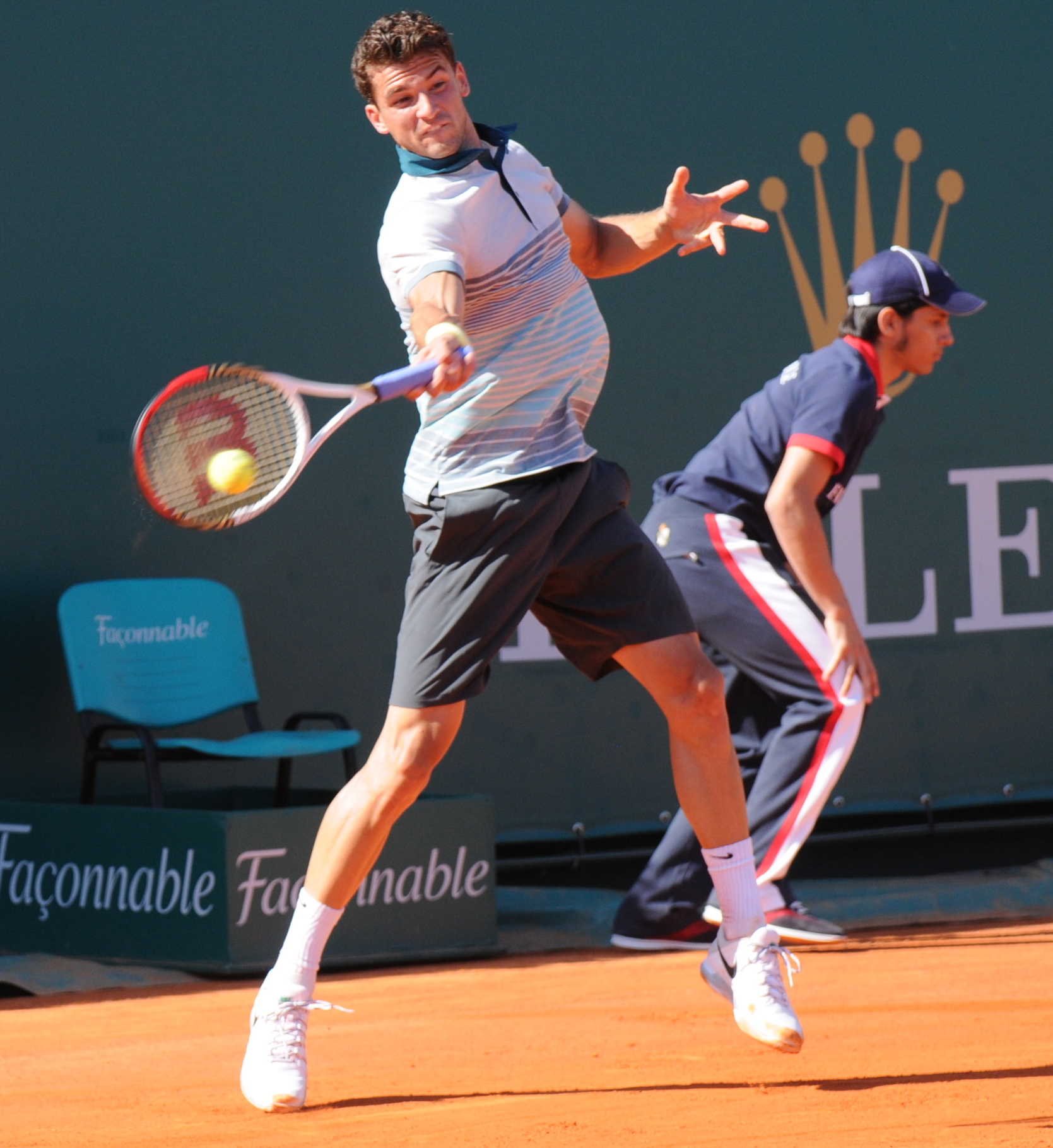
Grigor Dimitrov, 2013
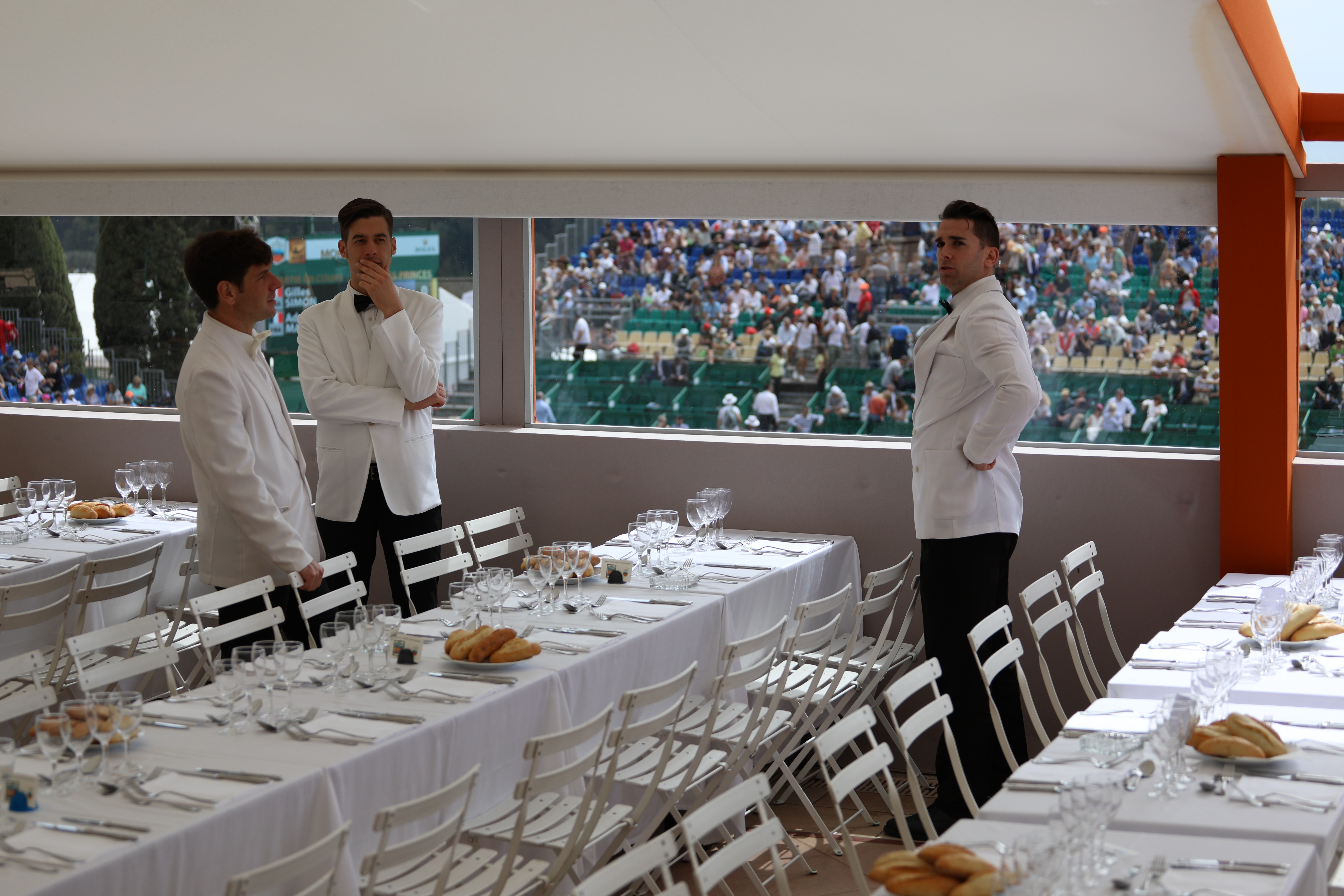
Restaurantul central
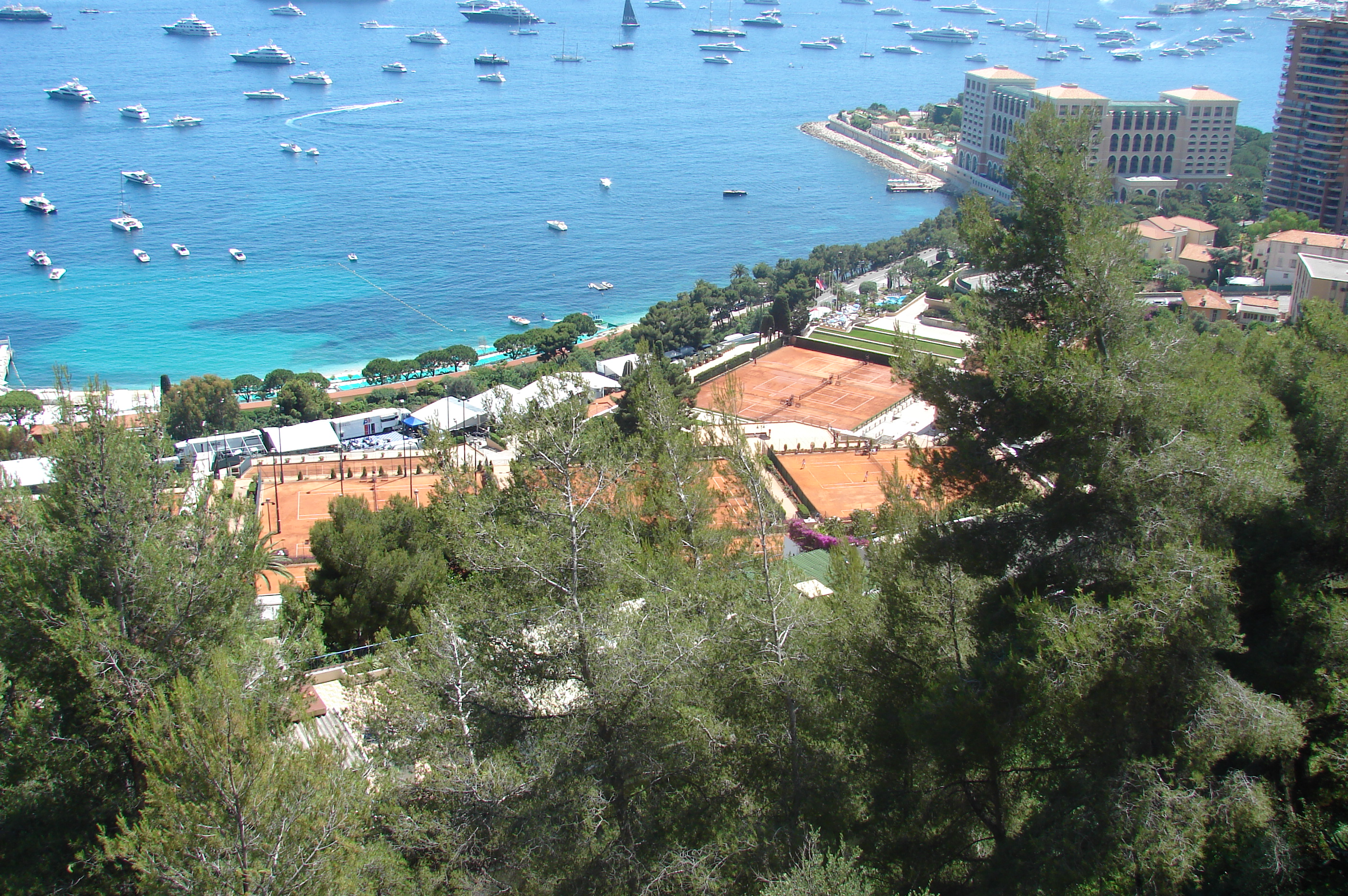
Panoramă
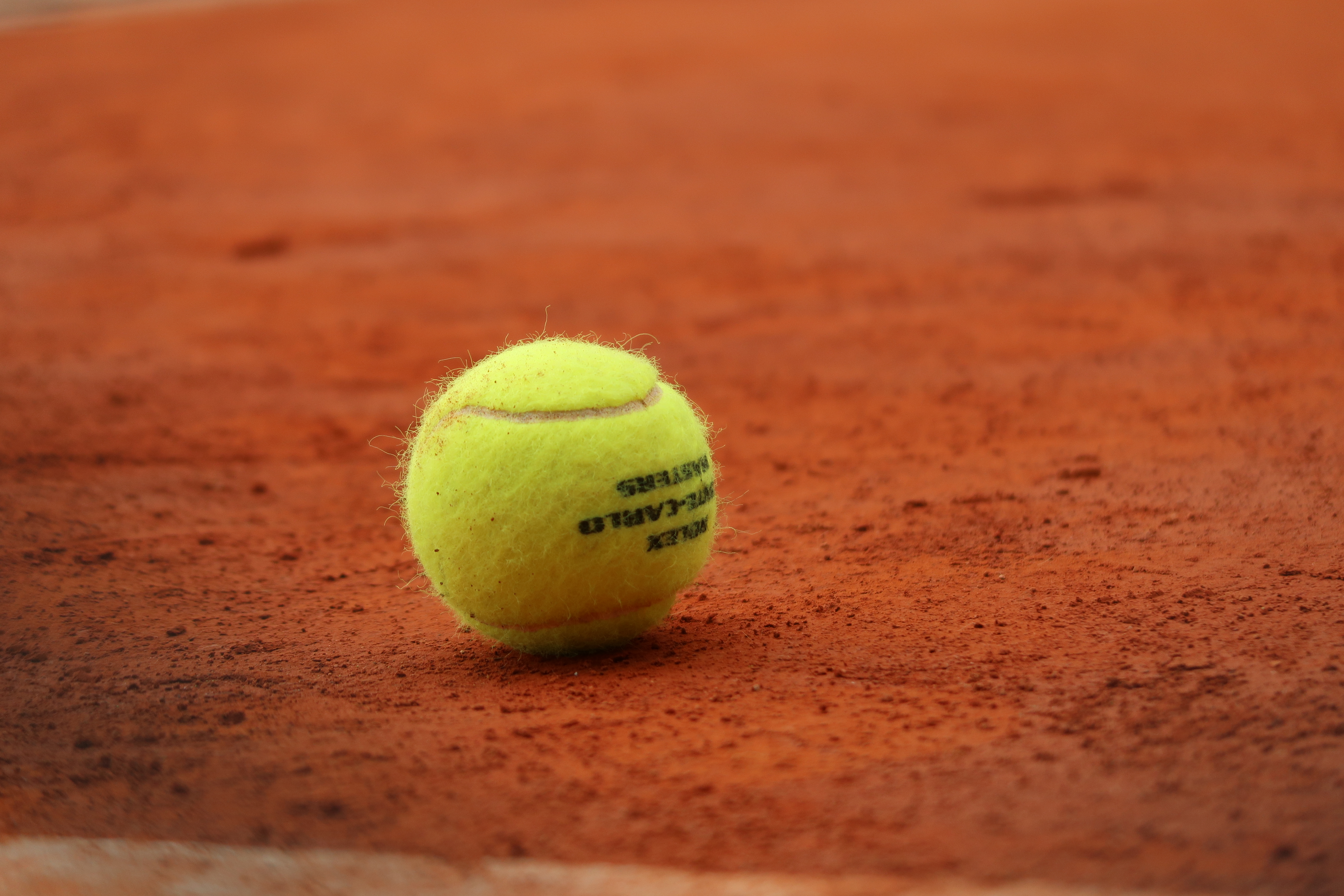